# Курц Борис Григорович
Борис Григорович Курц (24 липня 1885 — 1938) — український історик, сходознавець та педагог. Репресований 1938 року. Значна частина його наукової спадщини була знищена або забута. На сьогодні всі його друковані роботи є бібліографічною рідкістю, а певна частина залишилась тільки в рукописному вигляді. До нас дійшли наукові праці Б. Г. Курца з історії російсько-китайської торгівлі, новітньої соціально-економічної історії країн Сходу, історії України та історіографії українського сходознавства, значна кількість яких зберігають свою наукову актуальність.

## Біографія
Борис Григорович Курц народився 24 липня (за старим літочисленням) 1885 р. у Києві у чеській родині. До четвертого класу гімназії він навчається у V гімназії Санкт-Петербургу, куди виїхала родина за місцем роботи батька, губернського секретаря Григорія Курца. У Санкт-Петербурзі Г. Курц помирає, і його жінка, Олександра Курц, лишається з двома синами: старшим — Олегом (1883 року народження) та молодшим — Борисом. Родина опинилась у скрутному фінансовому становищі. О. Курц з дітьми повертається до Києва, де віддає дітей до V Києво-Печерської чоловічої гімназії, в якій до речі приблизно в той же час навчався майбутній російський філософ Микола Бердяєв.
1904 р. Борис Курц вступає до Київського Університету Св. Володимира на історико-філологічний факультет, який завершує з золотою медаллю за письмову працю «История русско-китайской торговли в XVII—XVIII веках». Цю працю було рекомендовано факультетом до друку, однак науковий керівник Б. Курца М. В. Довнар-Запольський затримав друк з надією, що його учень доповнить працю матеріалами з архіву Департаменту Митних Зборів. Учень дійсно доповнив роботу матеріалами з цього та багатьох інших архівів, внаслідок чого з'явилась праця «Русско-китайские сношения в XVI, XVII и XVIII столетиях.» В студентські роки був членом історико-етнографічного гуртка в Університеті. В 1919 став Магістром історії.
Заарештований в 1937 році. Ймовірно, загинув на засланні.

## Професійна та творча діяльність
Працював у московських і шведських архівах. Переклав і видав низку важливих документів з історії України 2-ї пол. 17 ст., зокрема донесення шведського комісара в Москві де Родеса та шведського посла Кільбургера. Вивчав діяльність земських соборів в аспекті поєднання монархічного та виборного елементів у російській державності, досліджував історію торгових відносин Росії з іншими країнами.
У 1917-20 рр. — професор Київського комерційного інституту, потім Київського інституту народного господарства (1920—1927) та Київського археологічного інституту (1918—1924). Співпрацював з Київською філією Всеукраїнської Наукової асоціації сходознавців (1925—1930). В 1930-34-х рр. — співробітник Комісії для дослідів з історії Близького Сходу і Візантії при Всеукраїнській академії наук. Працював у ділянці синології, зокрема досліджував державну монополію Росії у торгівлі з Китаєм у 17-18 ст.
Написав низку праць, які залишилися переважно у рукописах («Зовнішня торгова монополія Росії з Китаєм у 17-18 ст», «Огляд літератури про Схід, що вийшла на Україні 1924—1932 рр», «Колониальная политика России и Китая в 17-18 вв.» та ін.).
Борис Курц — засновник напряму торгово-економічних. досліджень російсько-китайських відносин 16-18 ст. і перший історіограф українського сходознавства.
Автор праць «Донесение Родеса и Архангельско-Балтийский вопрос в половине XVII века» (1912), «Состояние России в 1650—1655 гг. по донесению Родеса» (1914), «Сочинение Кильбургера о русской Торговле в царствование Алексея Михайловича» (1915), «Колониальная политика России и Китая в 17—18 вв.» (1927), «Звістки чужоземців як історичне джерело» (1928), «Як повстала Державна караванна (валкова) торгівля Росії з Китаєм у 17 віці» (1929), «Занепад російсько-китайської торговельної монополії в 2-й пол. 18 в.», «Русско-китайские отношения в 16, 17 и 18 ст.» (обидві — 1929).

## Науковий доробок
Китаєзнавчий цикл праць Бориса Курца
- Колониальная политика России и Китая в XVII—XVIII вв.
- Из истории торговых сношений России с Китаем в XVII ст.
- Государственная монополия в торговле России с Китаем в первой половине XVIII ст.
- Занепад російсько-китайської торговельної монополії в II половині XVIII в.
- Русско-китайские сношения в XVI, XVII и XVIII столетиях.
- Як повстала державна караванна торгівля Росії з Китаєм у XVII ст.
- Зовнішна торгова монополія Росії з Китаєм у XVII—XVIII ст.

- Визначення східного вектора торгівлі УРСР та СРСР у 20-30 рр. ХХ ст.
- Киевская Контрактовая Ярмарка и страны Востока
- Проблема восточной торговли СССР
- Рынки Украины и Ближнего Востока, как проблема развития хозяйства УССР
- Київський Інститут Народного Господарства за роки 1917—1927
- Схід, імперіалізм та СРСР
- Шляхи економічної політики Росії та СРСР на Сході

Історичні, джерелознавчі, історіографічні роботи, огляди та рецензії
- До стану науково-дослідної роботи в республіках Середньої Азії, Казахстану та Азербайджану
- Литература о Востоке
- Огляд літератури про Схід, що вийшла на Україні 1924—1932 рр.
- Рецензія на кн.: [Энгельфельд В. В. Очерки государственного права Китая]. V.V.Engelfeld. Precis de droit constitutionnel chinois. Paris, Societe Anonyme Imprimerie de Navarre. [Харбин, 1925]. (Изв. юрид. Фак-та в г. Харбине, т. II.)
- Рецензия на кн.: Шморгонер Д. И. Персия, СССР и Англия. Изд. Российско-Восточной Палаты. I. 1926. 112 с.